# Gudmund Larsson
Gudmund Larsson (finska: Gudmund Laurinpoika), död 1537, var en finländsk köpman och fogde. 
Han är känd för sin omtalade fejd med Henrik Stensson (Renhuvud). 